# Ciclisme als Jocs Olímpics d'estiu de 2020 - Ciclisme en ruta masculí
L'esdeveniment de la cursa individual masculina en ruta als Jocs Olímpics d'estiu de 2020 es va celebrar el 24 de juliol de 2021 en un recorregut que començava al Musashinonomori Park de Tòquio i que finalitzava al Circuit de Fuji a la Prefectura de Shizuoka. Van competir 128 ciclistes de 57 nacions, amb 85 que completen la cursa.
La cursa va ser guanyada per Richard Carapaz de l'Equador. Carapaz, juntament amb Brandon McNulty dels Estats Units, van atacar a falta de 25 km i van construir immediatament una bretxa sobre el grup perseguidor. Tots dos pilots van treballar junts fins que Carapaz va deixar caure McNulty amb 5,8 km de recorregut per acabar. Carapaz va aguantar el grup de persecució per guanyar la carrera per més d'un minut. Les medalles de plata i bronze van ser per a Wout van Aert de Bèlgica i Tadej Pogačar d'Eslovènia, respectivament. Tots dos pilots formaven part del grup de persecució d'11 homes que anaven a la recerca de Carapaz i McNulty. Vuit dels onze pilots van disputar l'esprint per aconseguir la medalla de plata, amb van Aert aguantant Pogačar per aconseguir el segon lloc.

## Antecedents
Aquesta va ser la 21a aparició de l'esdeveniment, que es va celebrar inicialment al 1896 i després a totes les olimpíades d'estiu des de 1936. Va substituir l'esdeveniment de contrarellotge individual que s'havia celebrat des de 1912 fins a 1932; la contrarellotge es va tornar a introduir als Jocs Olímpics d'Estiu de 1996 al costat de la cursa per carretera. Burkina Faso i Panamà van debutar a la cursa individual masculina de carretera.

## Format i curs de la competició

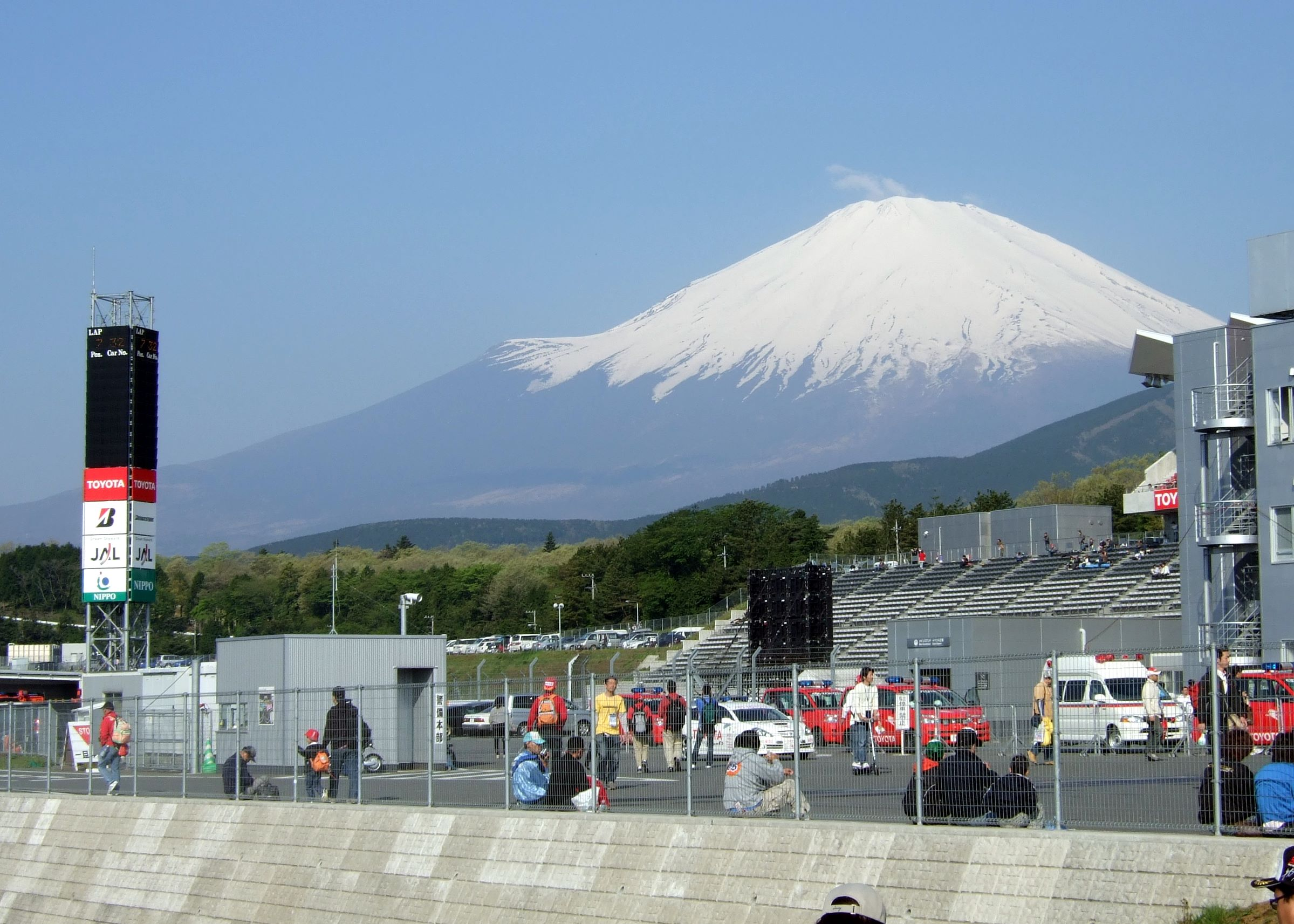
Mont Fuji des del Circuit de Fuji

La cursa per carretera va ser un esdeveniment de sortida en carretera d'un sol dia. El recorregut de les curses de ruta masculina i femenína es van revelar l'agost del 2018. La cursa masculina va començar al Musashinonomori Park a Chōfu, a l'oest de Tòquio, a les 11:00 h (UTC + 9) i va acabar al Circuit de Fuji circuit a la prefectura de Shizuoka. La cursa tenia una longitud de 234 km amb un Desnivell acumulat desnivell total de 4865 m.
La primera part de les curses masculina i femenina va ser idèntica. El curs va transcórrer primerament pels afores majoritàriament plans de l'àrea metropolitana de Tòquio. Després de 40 km, els pilots van pujar gradualment cap al peu de la pujada a Doushi Road, una pujada de 5,9 km amb un desnivell mitjà del 5,7 per cent. La pujada va superar després de 80 km de carreres a una altitud de 1121 m sobre el nivell del mar. Després d'arribar al Llac Yamanaka a Yamanashi i creuar el coll de Kagosaka, els pilots van afrontar un descens de 15 km i, a partir d'aquí, els recorreguts van ser diferents per a les curses masculina i femenina.
Després del descens, la cursa masculina es va dirigir cap als vessants inferiors del mont Fuji, la muntanya més alta del Japó, on van pujar la pujada de 14,3 km de llargada de Fuji Sanroku amb una inclinació mitjana del sis per cent. La pujada es va fer amb cresta, quedant-se 96,5 km a una altitud de 1451 m abans que els pilots afrontessin un descens de 15,5 km de llarg a Gotemba. Després, els pilots es van dirigir cap al tram Circuit de Fuji, on van travessar la línia de meta dues vegades abans d'arribar al peu del pas Mikuni. La pujada va tenir una longitud de 6,5 km amb un desnivell mitjà del 10,6% i va incloure trams que van arribar al 20%. S'esperava que fos la pujada decisiva de la cursa. El pic, a 1171 m d'altitud, estava crestat a falta d'uns 33 km per arribar. Després de la pujada, la cursa va tornar al llac Yamanaka i al coll de Kagosaka abans d'una baixada final i un petit tram muntanyós cap a la meta del circuit de Fuji.

## Resultats
| Rang |     | Ciclista                   | Nació              | Temps   | Diff.   |
| ---- | --- | -------------------------- | ------------------ | ------- | ------- |
| 1    | 60  | Richard Carapaz            | Equador            | 6:05:26 |         |
| 2    | 4   | Wout van Aert              | Bèlgica            | 6:06:33 | + 1:07  |
| 3    | 6   | Tadej Pogačar              | Eslovènia          | 6:06:33 | + 1:07  |
| 4    | 32  | Bauke Mollema              | Països Baixos      | 6:06:33 | + 1:07  |
| 5    | 79  | Michael Woods              | Canadà             | 6:06:33 | + 1:07  |
| 6    | 87  | Brandon McNulty            | Estats Units       | 6:06:33 | + 1:07  |
| 7    | 13  | David Gaudu                | França             | 6:06:33 | + 1:07  |
| 8    | 38  | Rigoberto Urán             | Colòmbia           | 6:06:33 | + 1:07  |
| 9    | 23  | Adam Yates                 | Regne Unit         | 6:06:33 | + 1:07  |
| 10   | 50  | Maximilian Schachmann      | Alemanya           | 6:06:47 | + 1:21  |
| 11   | 70  | Michał Kwiatkowski         | Polònia            | 6:07:01 | + 1:35  |
| 12   | 44  | Jakob Fuglsang             | Dinamarca          | 6:08:09 | + 2:43  |
| 13   | 55  | João Almeida               | Portugal           | 6:09:04 | + 3:38  |
| 14   | 24  | Alberto Bettiol            | Itàlia             | 6:09:04 | + 3:38  |
| 15   | 33  | Dylan van Baarle           | Països Baixos      | 6:09:04 | + 3:38  |
| 16   | 58  | Dan Martin                 | Irlanda            | 6:09:04 | + 3:38  |
| 17   | 22  | Simon Yates                | Regne Unit         | 6:09:04 | + 3:38  |
| 18   | 83  | Patrick Konrad             | Àustria            | 6:09:04 | + 3:38  |
| 19   | 71  | Rafał Majka                | Polònia            | 6:09:06 | + 3:40  |
| 20   | 27  | Gianni Moscon              | Itàlia             | 6:09:08 | + 3:42  |
| 21   | 91  | Alexey Lutsenko            | Kazakhstan         | 6:11:46 | + 6:20  |
| 22   | 99  | Toms Skujiņš               | Letònia            | 6:11:46 | + 6:20  |
| 23   | 17  | Gorka Izagirre             | Espanya            | 6:11:46 | + 6:20  |
| 24   | 25  | Damiano Caruso             | Itàlia             | 6:11:46 | + 6:20  |
| 25   | 51  | Marc Hirschi               | Suïssa             | 6:11:46 | + 6:20  |
| 26   | 72  | George Bennett             | Nova Zelanda       | 6:11:46 | + 6:20  |
| 27   | 14  | Guillaume Martin           | França             | 6:11:46 | + 6:20  |
| 28   | 8   | Primož Roglič              | Eslovènia          | 6:11:46 | + 6:20  |
| 29   | 48  | Emanuel Buchmann           | Alemanya           | 6:11:46 | + 6:20  |
| 30   | 85  | Hermann Pernsteiner        | Àustria            | 6:13:17 | + 7:51  |
| 31   | 54  | Michael Schär              | Suïssa             | 6:13:17 | + 7:51  |
| 32   | 62  | Pavel Sivakov              | Comitè Olímpic Rus | 6:13:17 | + 7:51  |
| 33   | 98  | Krists Neilands            | Letònia            | 6:15:38 | + 10:12 |
| 34   | 66  | Markus Hoelgaard           | Noruega            | 6:15:38 | + 10:12 |
| 35   | 111 | Yukiya Arashiro            | Japó               | 6:15:38 | + 10:12 |
| 36   | 80  | Michael Kukrle             | Txèquia            | 6:15:38 | + 10:12 |
| 37   | 100 | Kevin Geniets              | Luxemburg          | 6:15:38 | + 10:12 |
| 38   | 12  | Kenny Elissonde            | França             | 6:15:38 | + 10:12 |
| 39   | 110 | Eder Frayre                | Mèxic              | 6:15:38 | + 10:12 |
| 40   | 52  | Stefan Küng                | Suïssa             | 6:15:38 | + 10:12 |
| 41   | 56  | Nelson Oliveira            | Portugal           | 6:15:38 | + 10:12 |
| 42   | 19  | Alejandro Valverde         | Espanya            | 6:15:38 | + 10:12 |
| 43   | 7   | Jan Polanc                 | Eslovènia          | 6:15:38 | + 10:12 |
| 44   | 29  | Tom Dumoulin               | Països Baixos      | 6:15:38 | + 10:12 |
| 45   | 34  | Esteban Chaves             | Colòmbia           | 6:15:38 | + 10:12 |
| 46   | 94  | Tanel Kangert              | Estònia            | 6:15:38 | + 10:12 |
| 47   | 61  | Jhonatan Narváez           | Equador            | 6:15:38 | + 10:12 |
| 48   | 42  | Richie Porte               | Austràlia          | 6:15:38 | + 10:12 |
| 49   | 3   | Remco Evenepoel            | Bèlgica            | 6:15:38 | + 10:12 |
| 50   | 96  | Amanuel Ghebreigzabhier    | Eritrea            | 6:15:38 | + 10:12 |
| 51   | 31  | Wilco Kelderman            | Països Baixos      | 6:15:38 | + 10:12 |
| 52   | 74  | Stefan de Bod              | Sud-àfrica         | 6:16:53 | + 11:27 |
| 53   | 28  | Vincenzo Nibali            | Itàlia             | 6:16:53 | + 11:27 |
| 54   | 47  | Nikias Arndt               | Alemanya           | 6:16:53 | + 11:27 |
| 55   | 97  | Merhawi Kudus              | Eritrea            | 6:16:53 | + 11:27 |
| 56   | 93  | Anatoliy Budyak            | Ucraïna            | 6:16:53 | + 11:27 |
| 57   | 11  | Benoît Cosnefroy           | França             | 6:16:53 | + 11:27 |
| 58   | 2   | Tiesj Benoot               | Bèlgica            | 6:16:53 | + 11:27 |
| 59   | 63  | Aleksandr Vlàssov          | Comitè Olímpic Rus | 6:16:53 | + 11:27 |
| 60   | 26  | Giulio Ciccone             | Itàlia             | 6:16:53 | + 11:27 |
| 61   | 65  | Tobias Foss                | Noruega            | 6:16:53 | + 11:27 |
| 62   | 16  | Jesús Herrada              | Espanya            | 6:16:53 | + 11:27 |
| 63   | 108 | Polychronis Tzortzakis     | Grècia             | 6:21:46 | + 16:20 |
| 64   | 124 | Muradjan Khalmuratov       | Uzbekistan         | 6:21:46 | + 16:20 |
| 65   | 77  | Guillaume Boivin           | Canadà             | 6:21:46 | + 16:20 |
| 66   | 102 | Aleksandr Riabushenko      | Belarús            | 6:21:46 | + 16:20 |
| 67   | 9   | Jan Tratnik                | Eslovènia          | 6:21:46 | + 16:20 |
| 68   | 126 | Andrey Amador              | Costa Rica         | 6:21:46 | + 16:20 |
| 69   | 37  | Nairo Quintana             | Colòmbia           | 6:21:46 | + 16:20 |
| 70   | 84  | Gregor Mühlberger          | Àustria            | 6:21:46 | + 16:20 |
| 71   | 41  | Lucas Hamilton             | Austràlia          | 6:21:46 | + 16:20 |
| 72   | 40  | Luke Durbridge             | Austràlia          | 6:21:46 | + 16:20 |
| 73   | 101 | Michel Ries                | Luxemburg          | 6:21:46 | + 16:20 |
| 74   | 53  | Gino Mäder                 | Suïssa             | 6:21:46 | + 16:20 |
| 75   | 59  | Nicolas Roche              | Irlanda            | 6:21:46 | + 16:20 |
| 76   | 57  | Eddie Dunbar               | Irlanda            | 6:21:46 | + 16:20 |
| 77   | 5   | Mauri Vansevenant          | Bèlgica            | 6:21:46 | + 16:20 |
| 78   | 45  | Michael Valgren            | Dinamarca          | 6:21:46 | + 16:20 |
| 79   | 18  | Ion Izagirre               | Espanya            | 6:21:46 | + 16:20 |
| 80   | 86  | Lawson Craddock            | Estats Units       | 6:21:46 | + 16:20 |
| 81   | 35  | Sergio Higuita             | Colòmbia           | 6:21:46 | + 16:20 |
| 82   | 67  | Tobias Halland Johannessen | Noruega            | 6:25:12 | + 19:46 |
| 83   | 68  | Andreas Leknessund         | Noruega            | 6:25:12 | + 19:46 |
| 84   | 112 | Nariyuki Masuda            | Japó               | 6:25:16 | + 19:50 |
| 85   | 78  | Hugo Houle                 | Canadà             | 6:25:16 | + 19:50 |
| —    | 123 | Eduardo Sepúlveda          | Argentina          | NVA     | NVA     |
| —    | 92  | Vadim Pronskiy             | Kazakhstan         | NVA     | NVA     |
| —    | 107 | Attila Valter              | Hongria            | NVA     | NVA     |
| —    | 76  | Ryan Gibbons               | Sud-àfrica         | NVA     | NVA     |
| —    | 75  | Nicholas Dlamini           | Sud-àfrica         | NVA     | NVA     |
| —    | 116 | Orluis Aular               | Veneçuela          | NVA     | NVA     |
| —    | 10  | Rémi Cavagna               | França             | NVA     | NVA     |
| —    | 88  | Juraj Sagan                | Eslovàquia         | NVA     | NVA     |
| —    | 21  | Geraint Thomas             | Regne Unit         | NVA     | NVA     |
| —    | 69  | Maciej Bodnar              | Polònia            | NVA     | NVA     |
| —    | 64  | Ilnur Zakarin              | Comitè Olímpic Rus | NVA     | NVA     |
| —    | 95  | Peeter Pruus               | Estònia            | NVA     | NVA     |
| —    | 82  | Zdeněk Štybar              | Txèquia            | NVA     | NVA     |
| —    | 119 | Josip Rumac                | Croàcia            | NVA     | NVA     |
| —    | 46  | Christopher Juul-Jensen    | Dinamarca          | NVA     | NVA     |
| —    | 113 | Manuel Rodas               | Guatemala          | NVA     | NVA     |
| —    | 15  | Omar Fraile                | Espanya            | NVA     | NVA     |
| —    | 1   | Greg Van Avermaet          | Bèlgica            | NVA     | NVA     |
| —    | 109 | Christofer Jurado          | Panamà             | NVA     | NVA     |
| —    | 89  | Lukáš Kubiš                | Eslovàquia         | NVA     | NVA     |
| —    | 103 | Azzedine Lagab             | Algèria            | NVA     | NVA     |
| —    | 105 | Eduard-Michael Grosu       | Romania            | NVA     | NVA     |
| —    | 120 | Paul Daumont               | Burkina Faso       | NVA     | NVA     |
| —    | 43  | Kasper Asgreen             | Dinamarca          | NVA     | NVA     |
| —    | 129 | Feng Chun-kai              | Xina Taipei        | NVA     | NVA     |
| —    | 20  | Tao Geoghegan Hart         | Regne Unit         | NVA     | NVA     |
| —    | 125 | Mohcine El Kouraji         | Marroc             | NVA     | NVA     |
| —    | 90  | Dmitriy Gruzdev            | Kazakhstan         | NVA     | NVA     |
| —    | 73  | Patrick Bevin              | Nova Zelanda       | NVA     | NVA     |
| —    | 122 | Saeid Safarzadeh           | Iran               | NVA     | NVA     |
| —    | 30  | Yoeri Havik                | Països Baixos      | NVA     | NVA     |
| —    | 130 | Choy Hiu Fung              | Hong Kong          | NVA     | NVA     |
| —    | 128 | Royner Navarro             | Perú               | NVA     | NVA     |
| —    | 104 | Hamza Mansouri             | Algèria            | NVA     | NVA     |
| —    | 106 | Evaldas Šiškevičius        | Lituània           | NVA     | NVA     |
| —    | 114 | Moise Mugisha              | Ruanda             | NVA     | NVA     |
| —    | 115 | Tristan de Lange           | Namíbia            | NVA     | NVA     |
| —    | 117 | Onur Balkan                | Turquia            | NVA     | NVA     |
| —    | 118 | Ahmet Örken                | Turquia            | NVA     | NVA     |
| —    | 121 | Wang Ruidong               | R.P. de la Xina    | NVA     | NVA     |
| —    | 127 | Elchin Asadov              | Azerbaidjan        | NVA     | NVA     |
| —    | 49  | Simon Geschke              | Alemanya           | NVC     | NVC     |
| —    | 81  | Michal Schlegel            | Txèquia            | NVC     | NVC     |